# Rasheedat Ajibade
Rasheedat Ajibade (sinh ngày 8 tháng 12 năm 1999) là một cầu thủ bóng đá chuyên nghiệp người Nigeria đang chơi cho Avaldsnes IL của Na Uy và đội tuyển bóng đá quốc gia Nigeria. Ajibade đại diện Nigeria ở các cuộc thi ở các cấp độ tuổi khác nhau, trước khi ra mắt thi đấu cho đội tuyển quốc gia tại WAFU Cup 2018 ở Bờ Biển Ngà. Năm 2017, cô được Goal.com bầu chọn vào danh sách top 10 những cầu thủ bóng đá trẻ triển vọng nhất châu Phi.

## Sự nghiệp quốc tế
Tại vòng loại Giải vô địch bóng đá nữ U-17 thế giới 2014 khu vực châu Phi, Ajibade ghi một cú đúp giúp Nigeria chiến thắng lượt đi trước Namibia. Tại vòng chung kết Ajibade ghi bàn thắng trong trận đấu đầu tiên của Nigeria trước Trung Quốc. Trong trận đấu cuối cùng với México, Ajibade ghi một bàn giúp Nigeria lọt vào tứ kết với Tây Ban Nha.
Ajibade có tên trong đội hình 21 người của huấn luyện viên Bala Nikiyu cho Giải vô địch bóng đá nữ U-17 thế giới 2016, mặc áo số 10. Tại giải đấu này, Ajibade là đội trưởng của Nigeria và có buổi phỏng vấn với FIFA.com về quyết tâm của đội để làm tốt hơn giải đấu năm 2014. Ajibade cũng là một phần của các cầu thủ Nigeria tại Giải vô địch bóng đá nữ U-20 thế giới 2016, cô được trao giải Cầu thủ trận đấu trong trận đấu vòng bảng thứ hai với Canada.
Trong cuộc chạm trán vòng đầu tiên để xác định đại diện của châu Phi tại Giải vô địch bóng đá nữ U-20 thế giới 2018, Ajibade ghi một cú đúp trong trận lượt đi với Tanzania, giúp Nigeria có lợi thế ba bàn trước trận lượt về ở Dar e Sallam. Ở trận lượt về vào tháng 10 năm 2017, Ajibade ghi hai bàn trong trận thắng 6-0 của Nigeria trước đội chủ nhà. Vào ngày 27 tháng 1 năm 2018, Ajibade ghi được hai bàn thắng trong chiến thắng sáu bàn thắng của Nigeria trước Nam Phi, giúp Nigeria giành quyền dự World Cup U-20 2018 tại Pháp.
Vào tháng 2 năm 2018, Ajibade cùng với Joy Jegede, Osarenoma Igbinovia và 18 cầu thủ khác đã được huấn luyện viên trưởng Thomas Dennerby chọn để đại diện cho Nigeria tạiWAFU Cup ở Bờ Biển Ngà. Trong trận đấu thứ hai của vòng bảng, Ajibade lập một hat-trick để đưa Nigeria vào bán kết.
Ajibade là thành viên của đội tuyển bóng đá quốc gia dự Giải vô địch bóng đá nữ châu Phi 2018, nơi cô giành chiến thắng trong giải đấu cùng với đội.